# Google Classroom
Google Classroom (v doslovném překladu Google Třída) je webový program od Googlu, který umožňuje školám zdarma vytvářet, rozesílat nebo známkovat výukové materiály. Primárním účelem služby je sdílení souborů mezi studentem a učitelem. Na světě je něco mezi 40 až 100 miliony uživateli Google Classroom. Služba Google Classroom byla spuštěna 28. srpna 2014.
Google Classroom je napojen na další služby od Googlu jako je Google Docs, Google Sheets, Google Slides, Gmail nebo Kalendář Google. Studenti se mohou do kurzů Google Classroom připojovat za pomocí soukromých kódu nebo přes školní doménu. Každý kurz se na Google Classroom objevuje jako samostatná složka. V rámci každého kurzu mohou studenti odevzdávat práce, které učitel může známkovat, vracet nebo komentovat. Datum odevzdání práce se automaticky zanáší do Kalendáře Google.

## Funkce
Učebna Google integruje několik aplikací Google pro vzdělávání (GAPPS), jako je Disk Google, Dokumenty Google, Tabulky Google, Prezentace Google, Formuláře Google, Weby Google, Gmail, aby pomohla vzdělávacím institucím přejít na virtuální bezpapírový systém. Později byl přidán Kalendář Google, aby pomohl s termíny plnění úkolů, exkurzemi a přednášejícími ve třídě. Studenti mohou být zváni do učeben prostřednictvím databáze instituce, prostřednictvím soukromého kódu, který lze poté přidat do uživatelského rozhraní studenta nebo jej automaticky importovat ze školní domény. Každý kurz vytvořený pomocí Učebny Google vytvoří samostatnou složku na Disku Google příslušného uživatele, kam může student odevzdat práci k ohodnocení učitelem.

### Úkoly
Úkoly se ukládají a hodnotí v sadě produktivních aplikací Google, které umožňují spolupráci mezi učitelem a studentem nebo mezi studenty. Namísto sdílení dokumentů, které jsou uloženy na studentově Disku Google s učitelem, jsou soubory hostovány na studentově Disku a poté odeslány k hodnocení. Učitelé v Učebně Google mají možnost vytvářet Úkoly v různých šablonách a formátech s různými možnostmi usnadnění: „student může prohlížet soubor“, „student může soubor upravovat“ nebo „vytvořit kopii pro každého studenta“. Tyto úkoly lze odeslat k hodnocení a zpětné vazbě učitele. Studenti se také mohou rozhodnout k úkolu připojit další dokumenty ze svého Disku. Nastavit úkoly se objeví v seznamu 'To do'.

### Klasifikace
Učebna Google podporuje mnoho různých schémat hodnocení. Učitelé mají možnost k úkolu připojit soubory, které si studenti mohou prohlížet, upravovat nebo získat samostatnou kopii. Studenti mohou vytvářet soubory a poté je připojit k úkolu, pokud kopii souboru nevytvořil učitel. Učitelé mají možnost sledovat pokrok každého studenta na úkolu, kde mohou přidávat komentáře a upravovat. Odevzdané úkoly může učitel ohodnotit a vrátit s komentáři, aby student mohl úkol upravit a vrátit zpět. Po odevzdání může úkoly upravovat pouze učitel, pokud učitel úkol neotočí zpět.